# Aeroporto de Mazóvia Varsóvia-Modlin
O Varsóvia-Modlin Mazóvia (em polaco:Mazowiecki Port Lotniczy Warszawa–Modlin) (IATA: WMI, ICAO: EPMO) é um aeroporto internacional localizado a 35 km a norte do centro de Varsóvia, em Modlin, que faz parte da cidade de Nowy Dwór Mazowiecki, Polónia. O aeroporto foi aberto em 2012 com o objetivo de ser o segundo aeroporto de Varsóvia e de servir as companhias de baixo custo e os voos charter. Logo depois da abertura em Junho de 2012, as companhias Ryanair e Wizzair criaram em Varsóvia-Modlin as suas bases. A utilização do aeroporto pelos passageiros esteve em crescimento até Dezembro de 2012, mês em que devido aos problemas técnicos com a pista de aterragem o aeroporto foi temporariamente fechado. Depois da reparação da pista, o aeroporto foi reaberto em Julho de 2013. A companhia Ryanair volta a voar regularmente e a ter a sua base em Varsóvia-Modlin a 30 de Setembro de 2013.

## Companhias e destinos
| Companhias | Destinos |
| ---------- | --- |
| Ryanair    | Alicante, Bologna, Barcelona, Bari, Bolzano, Dublin, Roma–Ciampino, Eindhoven, Londres-Stansted, Bristol, Pisa, Trapani, Marselha, Palma de Maiorca, Paris-Beauvais Tille, Budapeste, Charleroi, Cork,Nottingham/East Midlands, Frankfurt-Hahn, Liverpool, [Manchester Airport\|Manchester]], Oslo–Rygge, Palma de Maiorca, Glasgow Prestwick, Estocolmo–Skavsta, Rimini, Salónica, Weeze, Chania, Lisboa, Faro |

## Estatísticas

### 2012
| Mês      | Passageiros | Total   |
| -------- | ----------- | ------- |
| Julho    | 78 583      | 78 583  |
| Agosto   | 171 015     | 249 598 |
| Setembro | 182 876     | 432 474 |
| Outubro  | 166 478     | 598 952 |
| Novembro | 163 890     | 762 842 |
| Dezembro | 94 631      | 857 473 |